# 釧路ケーブルテレビ
釧路ケーブルテレビ株式会社（くしろケーブルテレビ）は、北海道釧路市および同自治体と隣接する釧路郡釧路町旧セチリ太地域を放送エリアとするケーブルテレビ事業局。

## 概要
- ケーブルテレビ事業のほか、インターネットプロバイダー事業を行っている。
  - なお、2011年8月に釧路地区に送信所が開局したテレビ北海道（TVh）は、1999年12月1日から札幌送信所と専用回線を結んで再送信している。
  - また、2007年10月1日に放送を開始した地上デジタル放送は、古河電工や北海道総合通信網（Hotnet）、帯広シティーケーブル（OCTV）などの協力を得て、専用回線を使っている。その際、札幌→帯広間の回線はOCTVと共用した上で、アナログ放送もこちらに切り替えた。
- 上記のほか、インターネットプロバイダー事業「釧路ケーブルテレビインターネット」も展開している。
- 後述の通り、2007年2月に経営が株式会社時事タイムス放送社から別事業者に引き継がれたが、2020年1月に事実上事業を停止しており、詳細は不明。ホームページも稼働しておらず、連絡先も不明。

## 沿革
- 1992年4月1日：株式会社時事タイムス放送社釧路事業部内で開局。
- 1999年12月1日：TVhの配信を開始。
- 2007年
  - 2月20日：株式会社時事タイムス放送社釧路事業部から独立、当社を設立。
  - 8月：地上デジタル放送の配信を開始[1]。
- 2015年4月30日：「デジアナ変換」によるアナログ放送終了[2]。
- 2020年1月31日：事業を停止。翌日には事務所や設備を撤去、ホームページも閉鎖され、連絡先も不明になった。

## サービスエリア
- 北海道釧路市（旧釧路市地区）の一部
- 北海道釧路郡釧路町（旧セチリ太地区）の一部（曙・桂・桂木・雁来・北見団地・木場・光和・国誉・新開・雪里・富原・豊美・北都・睦・若葉）

## 主な放送チャンネル

### テレビ局
| デジタル  | 放送局                   |
| --------- | ------------------------ |
| 011-013   | HBC北海道放送            |
| 021-023   | NHK釧路Eテレ             |
| 031-032   | NHK釧路総合              |
| 051-053   | STV札幌テレビ放送        |
| 061-063   | HTB北海道テレビ放送      |
| 071-073   | TVhテレビ北海道          |
| 081-082   | UHB北海道文化放送        |
| B101-102  | NHK BS                   |
| B141-143  | BS日テレ                 |
| B151-153  | BS朝日                   |
| B161-163  | BS-TBS                   |
| B171-173  | BSテレ東                 |
| B181-183  | BSフジ                   |
| B191      | WOWOWプライム            |
| B192      | WOWOWライブ              |
| B193      | WOWOWシネマ              |
| B201      | BS10スターチャンネル     |
| B200      | BS10                     |
| B211      | BS11                     |
| B222      | BS12トゥエルビ           |
| B231      | 放送大学                 |
| B234/C810 | グリーンチャンネル       |
| B236/C782 | アニマックス             |
| B242/C731 | J SPORTS 1               |
| B243/C732 | J SPORTS 2               |
| C721      | フジテレビTWO            |
| C722      | MONDO TV                 |
| C724      | 囲碁・将棋チャンネル     |
| C725      | LaLa TV                  |
| C730      | J SPORTS 3               |
| C735      | GAORA                    |
| C737      | ゴルフネットワーク       |
| C739      | フジテレビONE            |
| C741      | 釣りビジョン             |
| C749      | アジアドラマチックTV     |
| C751      | ファミリー劇場           |
| C752      | 日本映画専門チャンネル   |
| C753      | 時代劇専門チャンネル     |
| C756      | ムービープラス           |
| C758      | ミステリーチャンネル     |
| C763      | 衛星劇場                 |
| C764      | 東映チャンネル           |
| C772      | MTV                      |
| C773      | MUSIC ON! TV             |
| C781      | キッズステーション       |
| C790      | 日経CNBC                 |
| C791      | CNNj                     |
| C796      | ディスカバリーチャンネル |
| C797      | アニマルプラネット       |
| C798      | ヒストリーチャンネル     |
| C811      | グリーンチャンネル2      |
| C950      | プレイボーイチャンネル   |
| C951      | レインボーチャンネル     |
| C952      | ミッドナイト・ブルー     |
| C953      | パラダイステレビ         |
| C954      | ピンクチェリー           |

- デジタル放送はJC-HITSを使用している。
- 市民チャンネルはアナログ放送終了とともに終了したが、今後再開される場合には101chか111ch（リモコンキーID10chか11ch）で放送されることになる。